# Karl Jørgensen
Jens Peter Karl Marius Jørgensen, född 12 juni 1890, död 26 februari 1966, var en dansk skådespelare.

## Roller i urval
- 1927 – Raska räddares rådighet
- 1927 – Vid Västerhavets vågor
- 1929 – Dråpliga deckares dunderkupp
- 1929 – Lättmatrosers lilla lusttur
- 1931 – Kärlek, kiv och krigarliv
- 1945 – Den röda jorden
- 1945 – Fallet Birte
- 1946 – Ditte människobarn
- 1948 – Med livet som insats
- 1950 – På kryss mot äventyret